# Situs inversus
Situs inversus, kortform av det latinska situs inversus viscerum, även  situs transverses är ett ärftligt tillstånd med omvänd eller spegelvänd plats för organen i bröst och bukhåla.
Hjärtat och magen är placerade till höger och mjälten kan vara på höger sida av buken, medan lever, gallblåsa och appendix ligger till vänster. Lungor, lymfkärl, nerver och tarmar är omvända jämfört med det normala. 
Personer som föds med situs inversus lever sannolikt ett normalt liv, om organen i övrigt är utan anmärkning. Ibland upptäcks avvikelsen först vid läkarundersökning av andra skäl.
Helt spegelvända organ utan missbildningar kallas situs inversus totalis. Alla förändringar mellan det och normal placering och asymmetri av organen (situs solitus) ingår i heterotaxisyndromet.
Den här artikeln är helt eller delvis baserad på material från norska Wikipedia (bokmål/riksmål), Situs inversus, 10 januari 2012.